# Коробочники
Коробочники, или попрошайки с животными — люди, занимающиеся попрошайничеством с использованием животных под видом сбора средств на их прокорм и содержание, но не тратящие полученные средства на нужды животных.
Применение термина «коробочник» для обозначения попрошаек, которые используют животных для вызывания симпатии у прохожих, является относительно новым. Однако данный вид попрошайничества имеет распространение не только в России и на Украине, но и в США.
Данный вид жестокого обращения с животными получил распространение в конце XX — начале XXI века в России, наряду с другими формами попрошайничества, использующего для этих же целей людей.
Как правило, попрошайки передерживают животное в течение недолгого срока (порядка нескольких дней), не снабжая его пищей, водой и медицинским уходом, после чего животное выбрасывается, затем чаще всего умирает. Иногда животное вообще не передерживается, а выбрасывается под конец дня. Отмечены случаи нахождения больших партий выброшенных таким образом животных.
Иногда попрошайничество сопровождается перекупкой животных — попыткой продать часть животных прохожим, желающим их приобрести. Часто отсутствие вакцинации и карантина влечёт за собой носительство инфекции, проявляющейся в виде последующего заболевания у приобретённого таким образом животного в течение нескольких дней.
Чаще всего коробочники используют котят и щенков как наиболее доступных и безобидных животных. Животные берутся ими у людей, желающих пристроить потомство своих домашних питомцев (бесплатно либо взяв деньги с владельца под видом затраты на пристройство), либо подбираются на улице выводки безнадзорных животных.

## Название
- Коробочниками попрошаек с животными называют потому, что обычно они держат животных в картонных коробках[12][13][14].
- В прошлом этим термином обозначали другую категорию попрошаек — тех, кто собирал деньги в особую коробку для подаяний якобы «на храм»[15][16].

## Попрошайничество в России конца XX — начала XXI века
Попрошайничество с животными является одной из форм криминального мошенничества в виде попрошайничества с несоответствием действительности заявленной цели сбора подаяний.
Распространёнными формами такого бизнеса являются также использование людей, например практика попрошайничества с детьми и использования для попрошайничества инвалидов, что сопровождается эксплуатацией, а в некоторых случаях — содержанием в рабстве, искалечиванием или смертью используемых.
Коробочники, так же как и попрошайки, использующие детей и инвалидов, выбирают в качестве точек места скопления людей, такие как станции метро, вокзалы, рынки, реже — центральные улицы городов. В Санкт-Петербурге данное явление наиболее распространено было в 2007—2008 гг. на Невском проспекте (особенно в районах Гостиного двора и площади Восстания), а также вблизи станций метро Правобережной линии. В апреле 2008 г. была организована акция протеста «Нет коробочникам».
Иногда на табличке с написанной просьбой о подаянии пишут словосочетание «частный приют», чтобы ввести прохожих в заблуждение.

Если попытаться познакомиться с частными приютами для животных, поближе узнать, где они располагаются, кто в них работает, то картина вырисовывается, как правило, стандартная и безрадостная. Средний (типичный) представитель частного приюта — это обыкновенный алкоголик или наркоман, выбравший такой нехитрый способ «заработка», как игра на чувстве жалости нормальных людей. А, мягко говоря, плох этот способ тем, что ни одна копейка из пожертвованных денег не пойдет на корм животным. Все собранные средства идут на… еду, алкоголь, наркотики для «работников» приютов.
— «Заживо погребённые, или Смерть в коробке…» Газета «Криминал» №5 21.01.2009

## Выгода сбора подаяний и схема ротации животных
Источники заработка коробочники имеют следующие:
- берут деньги с человека, у которого забирают животное якобы «в приют» или «для пристройства»;
- получают пожертвования у прохожих, не пребывающих в курсе относительно практики использования средств;
- если удаётся, продают животных.

В случае содержания животных (в особенности молодняка) с соблюдением норм обеспечения их потребности в воде и пище, норм санитарии, карантина, вакцинации и т. д., сбор пожертвований от прохожих с использованием этих животных затруднён, ввиду требуемой частоты кормления и необходимости содержания в тепле, а также с трудом окупаем. Чаще всего попрошайки с животными не удовлетворяют потребности молодняка животных в каких бы то ни было потребностях, в том числе в воде. Все полученные средства, как правило, попрошайкой тратятся на собственные нужды.
Из-за несоблюдения карантина многие животные в условиях содержания у коробочников заражаются инфекционными болезнями и умирают в течение нескольких дней, даже если оказываются пристроенными. Ослабленные или умершие животные выбрасываются (иногда партиями, в том числе крупными), затем набираются новые.

## Действующее законодательство
В 2005 году попрошайничество с животными было законодательно запрещено в Санкт-Петербурге. При поступлении жалобы органы правопорядка обязаны отреагировать на факт попрошайничества и пресечь его, применив административные меры, однако не имеют право изъять животных у владельца, если факт жестокого обращения с животными не доказан.

## Борьба с коробочниками
Защитники животных и ветеринары борются с существованием такого явления, как коробочники. Имеют место систематические акции, просвещение людей путём публикации в интернете и СМИ схем действий коробочников, жалобы в правоохранительные органы, самовольный отъём животных и т. д.